# Diphysa occidentalis
Diphysa occidentalis är en ärtväxtart som beskrevs av Joseph Nelson Rose. Diphysa occidentalis ingår i släktet Diphysa och familjen ärtväxter. IUCN kategoriserar arten globalt som livskraftig. Inga underarter finns listade i Catalogue of Life.